# Milan Joka
Milan Joka, hrvaški general, * 1922, † 1991.

## Življenjepis
Leta 1941 je vstopil v NOVJ in naslednje leto je postal član KPJ. Med vojno je bil poveljnik več enot; med drugim tudi 17. slavonske brigade.
Po vojni je končal VVA JLA in operativni tečaj na Vojni šoli JLA.